# Aspidoglossum lanatum
Aspidoglossum lanatum là một loài thực vật có hoa trong họ La bố ma. Loài này được (Weim.) Kupicha mô tả khoa học đầu tiên năm 1984.